# Tatham
Tatham – wieś w Anglii, w hrabstwie Lancashire, w dystrykcie Lancaster. Leży 77 km na północ od miasta Manchester i 335 km na północny zachód od Londynu. W 2001 miejscowość liczyła 393 mieszkańców.